# Pyrzyce

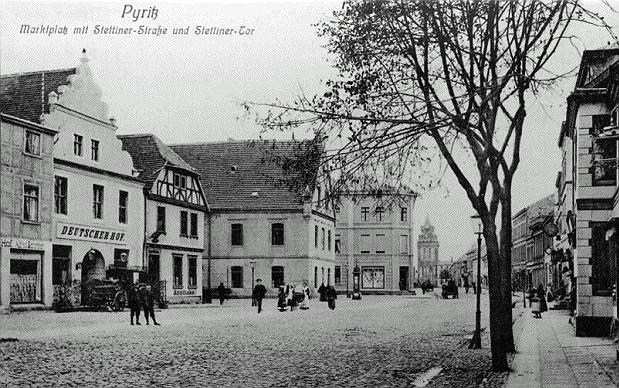
Pyrzyceké náměstí roku 1890

Pyrzyce (latinsky Piriseum nebo Pirissa, německy Pyritz) jsou okresní město v Polsku v Západopomořanském vojvodství. Leží 24 km jižně od Stargardu, 52 km severozápadně od Gorzówa, 40 km jihovýchodně od Štětína. V roce 2024 zde žilo11 766 obyvatel.
Centrum města bylo těžce poškozeno koncem 2. světové války. Částečně se zachovalo a renovováno bylo městské opevnění s několika bránami a baštami, kaple Svatého Ducha a gotický kostel Nanebevzetí Panny Marie.

## Partnerská města
- Bad Sülze, Německo
- Carpinone, Itálie
- Goleniów, Polsko
- Hörby, Švédsko
- Korbach, Německo
- Vysoké Mýto, Česko
- Złocieniec, Polsko